# 富士コーヒー
富士コーヒー株式会社（ふじコーヒー、Fuji Coffee Co., Ltd.）は、愛知県名古屋市中区栄に本社を置く企業である。

## 概要
1948年（昭和23年）9月創業。業務用・家庭用コーヒーから、ギフト用まで販売する。なお「コーヒースクール」という、開業向けコースと家庭用・一般用コースとあり、主に開業の指導やコーヒーの入れ方などを指導している。
東海ラジオ放送の平日お昼のワイド番組はーさん! ねねの! すんどめ!13時台のコーナー“クイズあなた次第！”の月曜日放送分の提供及び出演リスナーへの参加商品（自社製品のひとつ）提供。三遊亭圓窓がラジオCMに出演している他、広報誌にもコーナーを設けている。

## 沿革
- 1948年（昭和23年）9月1日[1] - 珈琲卸売業「富士商会」を個人経営の形態で愛知県名古屋市中区南伊勢町（のち栄三丁目）に創業[2]。
- 1963年（昭和38年）11月 - 中区栄四丁目16番27号に地上4階、地下1階建ての本社ビルが完成し、同時に「富士コーヒー商会」と改称[2]。
- 1972年（昭和47年）10月 - 本社ビル地下1階にコーヒー教室を開設[2]。
- 1979年（昭和54年）5月 - パークサイドビル（名古屋市中区）の1階に「コーヒーショップ栄店」を開業[2]。また、10月には「富士コーヒー株式会社」を設立し、11月には中川区舟戸町6-18に中川営業所、工場、配送センターを設置する[2]。

## 事業所
- 本社（愛知県名古屋市中区栄四丁目）[1]
- 中川営業本部（愛知県名古屋市中川区舟戸町）[1]

1979年（昭和54年）11月、中川営業所として設置。2009年（平成21年）1月には営業所内にトレーニングルームが設置された。
- 工場・配送センター（愛知県名古屋市中川区舟戸町）[1]

1979年（昭和54年）11月設置。
- 愛北営業所（愛知県小牧市岩崎）[1]

前身は1983年（昭和58年）1月に岐阜県可児市土田字下切に設置された東濃営業所で、1997年（平成9年）5月に愛知県小牧市に移転し、「愛北営業所」と改称された。
- 松本営業所（長野県松本市並柳一丁目）[1]

1985年（昭和60年）2月、長野県松本市大字里山辺に設置。1988年（昭和63年）3月には松本市元町に、1999年（平成11年）10月には松本市並柳に移転。2000年（平成12年）2月、敷地内に「カフェ・セレージャ松本店」が開業。
- 南信営業所（長野県飯田市）

1982年（昭和57年）1月に飯田市座光寺に開設。2021年（令和3年）8月、中央リニア新幹線整備に関連する国道拡幅事業に掛かったため、閉鎖し、松本営業所に統合された。飯田市は創業者塩沢実の出身地であった。

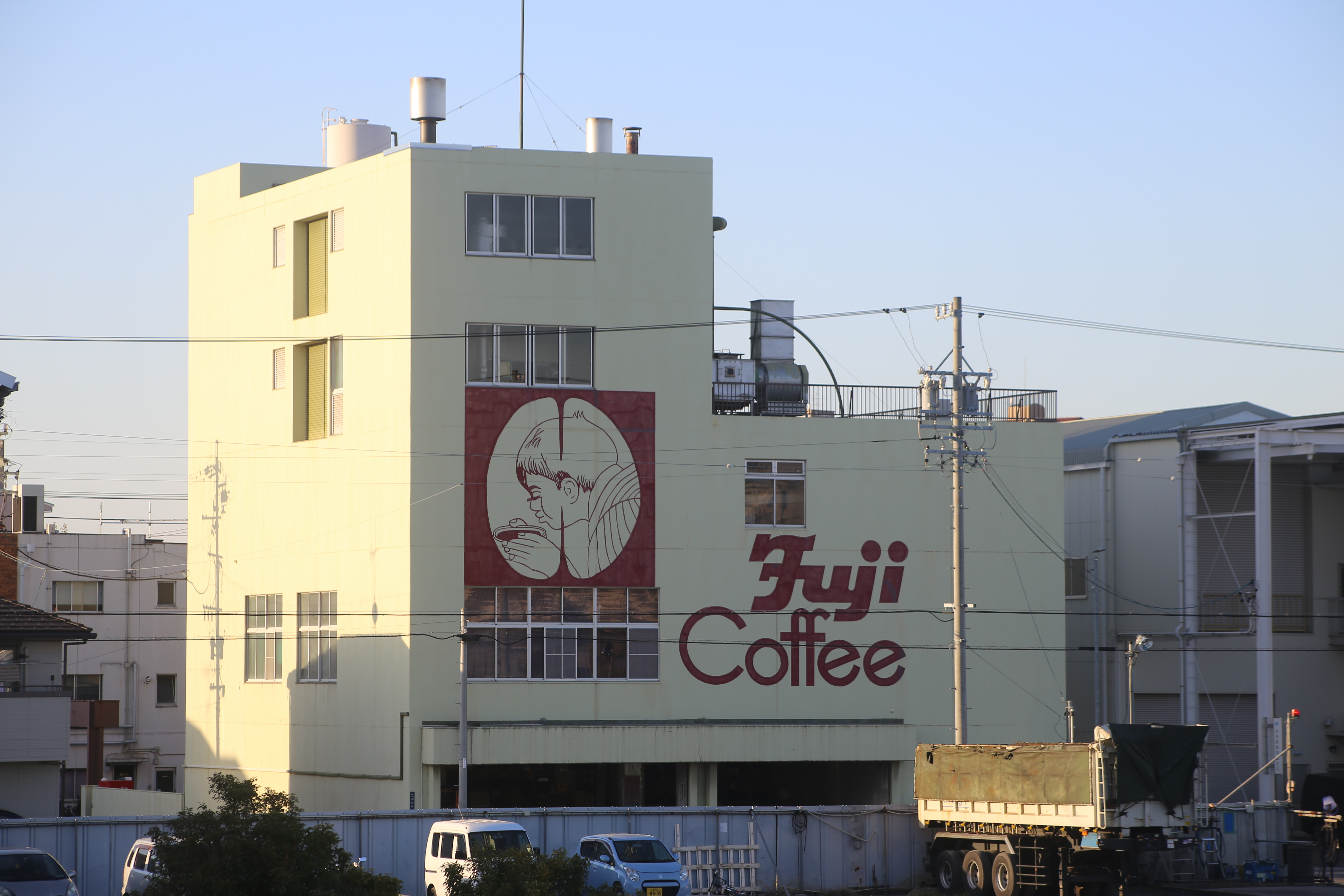
工場・配送センター（2022年12月）